# 大賀典雄
大賀典雄（日语：大賀 典雄，1930年1月29日—2011年4月23日），日本企業家、聲樂家、指揮家，生於靜岡縣沼津市，曾任索尼社長，在任內創造了索尼的品牌形象，使得索尼成為世界一流品牌，被譽為索尼中興之祖。他在索尼時，主導了CD的開發，被稱為CD之父。退休後曾擔任樂團指揮，任東京愛樂樂團理事長。

## 簡歷
大賀典雄畢業於東京藝術大學音樂部，主修男中音。因為對電工也有興趣，學生時代已經自己動手砌擴音機。
就讀大學時，寫信向東京通信工業（新力前身）提出有關錄音機改良的建議，獲得盛田昭夫及井深大賞識，出錢供大賀到德國學習聲樂。大賀在德國時，與指揮家卡拉揚成為好友。
在回國後，盛田昭夫請他加入索尼，負責產品及形象設計的工作。他原本以為可以工作與音樂兩邊兼顧，在索尼工作同時發展他的歌唱家事業，但因為一次在歌劇演出期間於後台熟睡失場，最後不得不在二者選擇其一。1959年大賀典雄選擇了留在索尼，1965年任索尼董事，1982年升任社長，並將索尼帶到世界頂峰。1962年，索尼買了一架單引擎螺旋槳飛機供公司主管來回東京及大阪，結果它引發大賀典雄的飛行夢，幾經努力，他考取8種飛機的飛行執照，在世界各地出差時自己駕飛機四處去。
大賀2002年退休，將他的退休金在長野縣輕井澤興建了一座音樂演奏廳－輕井澤大賀館，2004年興建完成後捐給長野縣。他並以指揮家身份重返樂壇，擔任東京愛樂交響樂團的指揮與董事。《指揮家與總裁》一書是大賀的自傳，詳述了他在樂壇商界兩邊走的精彩一生。2011年4月23日因多重器官衰竭於東京去世，享壽81歲。

## 經歴
- 1930年 - 誕生於靜岡縣。
- 1953年 - 東京藝術大學音樂系畢業。
- 1953年 - 東京通信工業 (Sony前身) 預約錄用。
- 1954年 - 東京藝術大學専攻科(進階課程)結業。
- 1957年 - 由德國的柏林藝術大學音樂系畢業。
- 1959年 - 加入 Sony 公司。
- 1959年 - Sony 第二製造部部長。
- 1961年 - Sony 設計室室長、宣傳部部長。
- 1964年 - Sony 取締役。
- 1968年 - CBS/Sony 唱片 專務。
- 1970年 - CBS/Sony 唱片 社長。
- 1972年 - Sony 常務。
- 1974年 - Sony 専務。
- 1976年 - Sony 副社長。
- 1980年 - CBS/Sony 唱片 會長。
- 1982年 - Sony 社長。
- 1989年 - 東京商工会議所副会頭。
- 1989年 - Sony CEO。
- 1995年 - Sony 會長。
- 1998年 - 經濟團體連合會副會長。
- 1999年 - 東京愛樂交響樂團 會長、理事長。
- 2000年 - Sony 議長。
- 2003年 - Sony 名譽會長。
- 2006年 - Sony 相談役 (高級顧問)。
- 2011年 - 因多重器官衰竭而過世[1]。

## 軼事
- 大賀所主理的設計中，最經典的要數CD：當年合作的飛利浦堅決要一張CD長度是六十分鐘，大賀卻出其不意用「七十四分鐘一張碟就可以收錄全首貝多芬第九交響曲」為理由，把CD長度定為今日見到的七十四分鐘[2]。

- 與世界知名的指揮家卡拉揚在 CD 的開發等公務與個人私交上有很深的緣分，大賀稱呼卡拉揚為老師。 1989年7月16日卡拉揚突然過世的時候，大賀正訪問位於薩爾茨堡的卡拉揚宅邸，商談關於卡拉揚的映像作品的商品化事宜。 大賀享年 81 歲，也正巧與卡拉揚相同。

- 1980年11月19日，在三浦友和與山口百惠的婚禮上被邀請作為山口方面的主賓。

## 外部連結
- プレスリリース：大賀典雄　取締役退任のお知らせ （页面存档备份，存于）
- （日語）輕井澤大賀音樂廳 （页面存档备份，存于）

| 商界職務          | 商界職務                                      | 商界職務          |
| ----------------- | --------------------------------------------- | ----------------- |
| 前任者： 盛田昭夫 | 索尼（Sony） 會長 1995年 - 2000年             | 繼任者： 出井伸之 |
| 前任者： （新設） | 索尼（Sony） 執行長（CEO） 1989年 - 1999年    | 繼任者： 出井伸之 |
| 前任者： 岩間和夫 | 索尼（Sony） 社長 1982年 - 1995年             | 繼任者： 出井伸之 |
| 文化職務          |                                               |                   |
| 前任者： 盛田昭夫 | 財團法人東京愛樂交響樂團 會長 理事長 1999年 - | 繼任者： （現職） |